# Geta (emperador)
Publio Septimio Geta (en latín, Publius Septimius Geta; Roma, 7 de marzo de 189 - 19, 25 o 26 de diciembre de 211), más conocido en la historiografía romana como Geta, fue un emperador romano que gobernó desde fines de 209 (o ya en 210) hasta su muerte en 211.
Geta nació en la familia de Septimio Severo, proclamado emperador en 193, y Julia Domna. Antes de ascender a la púrpura imperial, ejerció el cargo de césar y tuvo dos consulados con su hermano como colega. Tras la muerte de su padre, junto con su hermano mayor Caracalla, ascendió al trono. Sin embargo, su gobierno conjunto fracasó ese mismo año debido a la mortal rivalidad entre ellos y, tras un intento fallido de dividirse el Imperio frustrado por su madre, Caracalla atrajo a Geta a una trampa e hizo que lo asesinaran. Después de esto, fue condenado con la damnatio memoriae.

## Primeros años
Publio Septimio Geta nació en Roma el 7 de marzo de 189 como hijo de Lucio Septimio Severo, quien era nativo de África e hizo una importante carrera bajo Marco Aurelio y Cómodo, y de su segunda esposa Julia Domna, de origen sirio. El autor de la biografía de Geta en la Historia Augusta, Elio Esparciano, escribe que Publio nació «seis días antes de las calendas de junio», es decir, el 27 de mayo, sin embargo, esta datación es incorrecta, ya que la primera fecha está confirmada por la vida de las santas Perpetua y Felicidad y el mensaje de Dion Casio. Geta recibió el nombre de su abuelo paterno y era solo once meses menor que su hermano Caracalla, quien había nacido el 4 de abril de 188. Cuando Geta nació, su padre se encontraba en Roma, de donde llegó procedente de Galia Lugdunense, provincia en la que era gobernador, y se disponía a partir hacia Sicilia, donde había sido nombrado proconsul. En 193, cuando desempeñaba el cargo de gobernador de la provincia Panonia Superior, Septimio Severo se proclamó emperador tras la muerte de Pertinax y, como resultado del estallido de la guerra civil, se convirtió en el único gobernante tras derrotar a sus dos rivales, Pescenio Níger y Clodio Albino.
En 195, para legitimar su gobierno, Septimio Severo se declaró hijo adoptivo de Marco Aurelio y hermano de Cómodo, y en consecuencia, Caracalla comenzó a ser considerado formalmente nieto de Marco Aurelio y recibió el nuevo nombre de Marco Aurelio Antonino y más tarde el título de césar. A su vez, Geta cambió su praenomen de Publio a Lucio, que contenía una referencia al cogobernante de Marco Aurelio, Lucio Vero, pero no fue declarado pariente de los Antoninos, praenomen que utilizó, posiblemente, hasta 205. Es obvio que Septimio Severo dio preferencia a Caracalla y lo consideró su principal heredero, mientras que Geta, en palabras de Michael Meckler, era un «repuesto».
En 197, Geta acompañó a su padre en la campaña contra los partos junto con su hermano y su madre. Al año siguiente, tras la victoria de los romanos sobre los partos en la batalla de Ctesifonte, el 28 de enero de 198, el emperador proclamó a Geta césar y príncipe de la juventud (en latín: princeps iuventutis), y a Caracalla augusto. Entre 199 y 202, Geta viajó por el imperio: primero visitó las provincias orientales, luego fue a Tracia, Mesia y Panonia. En 202-203, junto con su padre y su hermano, visitó el norte de África y pasó el invierno en la ciudad natal de Septimio Severo, Leptis Magna, donde se conserva una estatua dedicada a él. La propaganda intentó en vano ocultar la enemistad irreconciliable entre Caracalla y Geta. Herodiano dice que se peleaban constantemente, ya fuera por su pasión por la música, el espectáculo o las peleas de gallos, aunque Septimio Severo tomó medidas para acabar con esto. El suegro de Caracalla, el prefecto pretoriano Cayo Fulvio Plauciano, también trató de contener el odio de los hermanos, pero después de su asesinato, como dice Dion Casio, nadie detuvo a los jóvenes:

Ultrajaron mujeres y abusaron de muchachos, malversaron dinero y convirtieron a gladiadores y aurigas en colegas de correrías, emulándose el uno al otro en sus actos; pero chocando absolutamente al rivalizar; y es que si uno se unía a determinada facción, era seguro que el otro elegía la opuesta. Y, finalmente, se enfrentaron uno contra otro en una especia de concurso con equipos de ponis, conduciéndolos con una rivalidad tan fiera que Antonino cayó de su carro de dos ruedas y se rompió la pierna.

Entre 205 y 207, Geta, junto con Caracalla y su padre, visitaron Campania. El emperador trató de reconciliarlos y los nombró a los dos cónsules en 205 y 208. Herodiano escribe que Severo trató de «persuadirlos de que vivieran en paz y armonía. Seguía recordándoles cuentos y obras de teatro de antaño, contándoles una y otra vez las desgracias sufridas por los hermanos reales como resultado de la disensión». En 209, el emperador y su familia se trasladaron a Britania, donde realizó una campaña militar en Caledonia. Allí, mientras Caracalla estuvo con su padre con el ejército en el frente, Geta permaneció en Eboracum con su madre, donde asumió la administración civil de la provincia. A finales de 209, en septiembre u octubre, o ya en 210, Septimio Severo proclamó a Geta augusto, lo que le equiparaba con su hermano. La promoción de Geta llegó sorprendentemente tarde, considerando que era menos de un año menor que Caracalla, por lo que tuvo que esperar casi doce años para alcanzar una posición de igualdad. Aparentemente, hacia 210, el emperador se dio cuenta de que claramente era imposible contar con el hecho de que Caracalla convertiría a su hermano en cogobernante. Mientras tanto, la lucha en Britania se prolongó, además de que Septimio Severo no participó en ella en 210 debido al deterioro de su estado de salud. Finalmente, el 4 de febrero de 211, falleció en Eboracum, y en consecuencia, Geta y Caracalla subieron al trono.

## Gobierno y fallecimiento

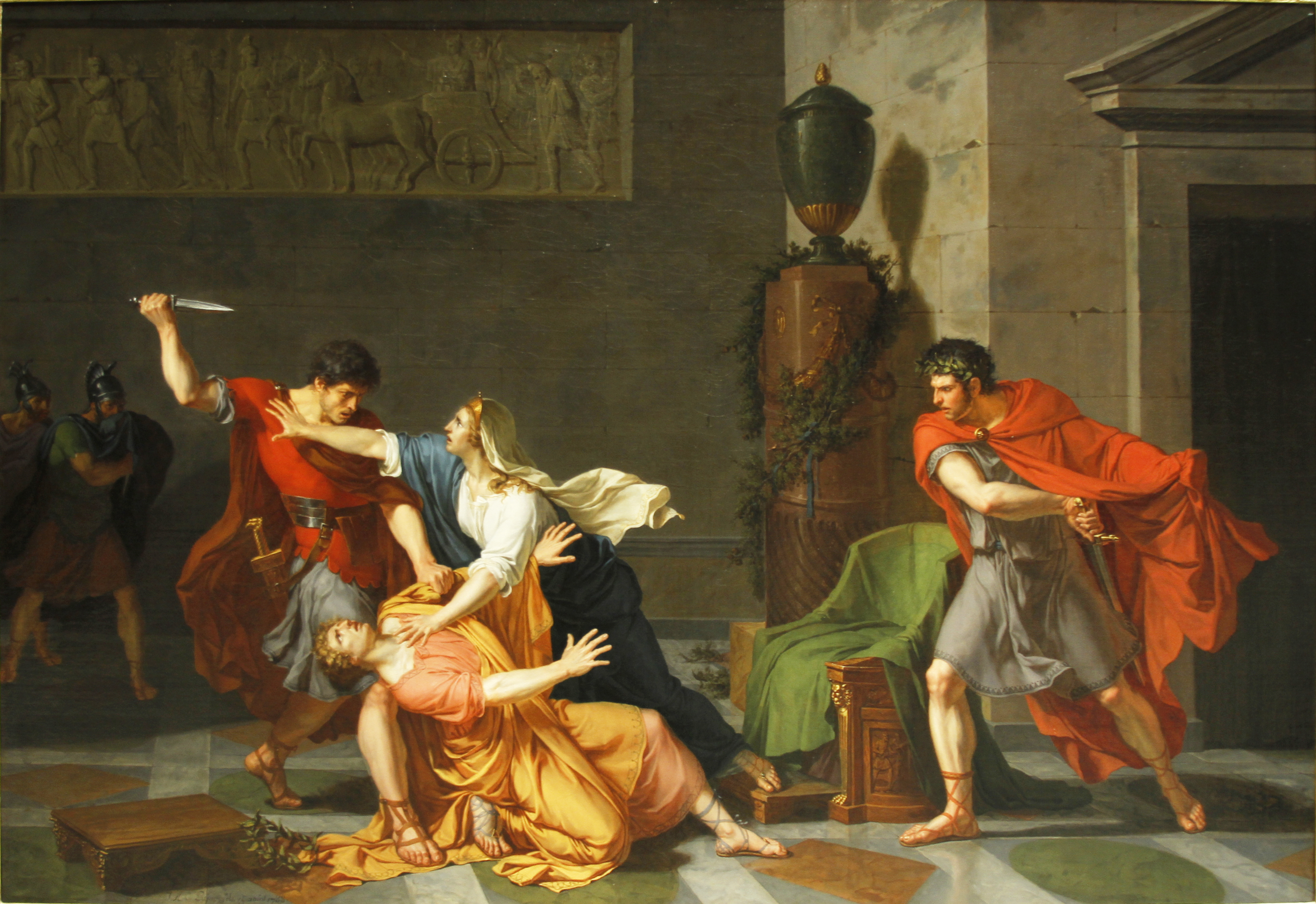
Geta muriendo en los brazos de su madre, por Jacques-Augustin-Catherine Pajou

La campaña en Britania se completó, aparentemente, con la retirada de todas las tropas romanas ubicadas al norte del Muro de Adriano. Al parecer, Caracalla tenía prisa por volver a Roma para reforzar su posición, además despidió a muchos de los consejeros de su padre y ejecutó a algunos. Tomando las cenizas de Severo, en el verano del 211, los hermanos regresaron a la capital, pero en el camino se peleaban constantemente y temían que uno de ellos envenenaría al otro, por lo que no se quedaban juntos y no comían en la misma mesa. Dion Casio dice que Caracalla quería matar a Geta mientras su padre aún vivía, pero no se atrevió, y tras su muerte los soldados le detuvieron ya que sentían simpatía por Geta, especialmente porque se parecía mucho físicamente a su padre. A su llegada a Roma, realizaron todas las ceremonias necesarias, culminaron con el funeral oficial del difunto césar, y luego dividieron el palacio por la mitad y bloquearon todos los pasillos entre ambas partes. Entre los hermanos, estalló una pugna por el apoyo entre los senadores, entre los cuales la mayoría presuntamente se inclinó del lado de Geta. Según una controvertida hipótesis, los seguidores de Geta tenían influencia en el este del imperio, mientras que Caracalla encontraba apoyo en el oeste, especialmente entre las tropas de las provincias del Rin y el Danubio.

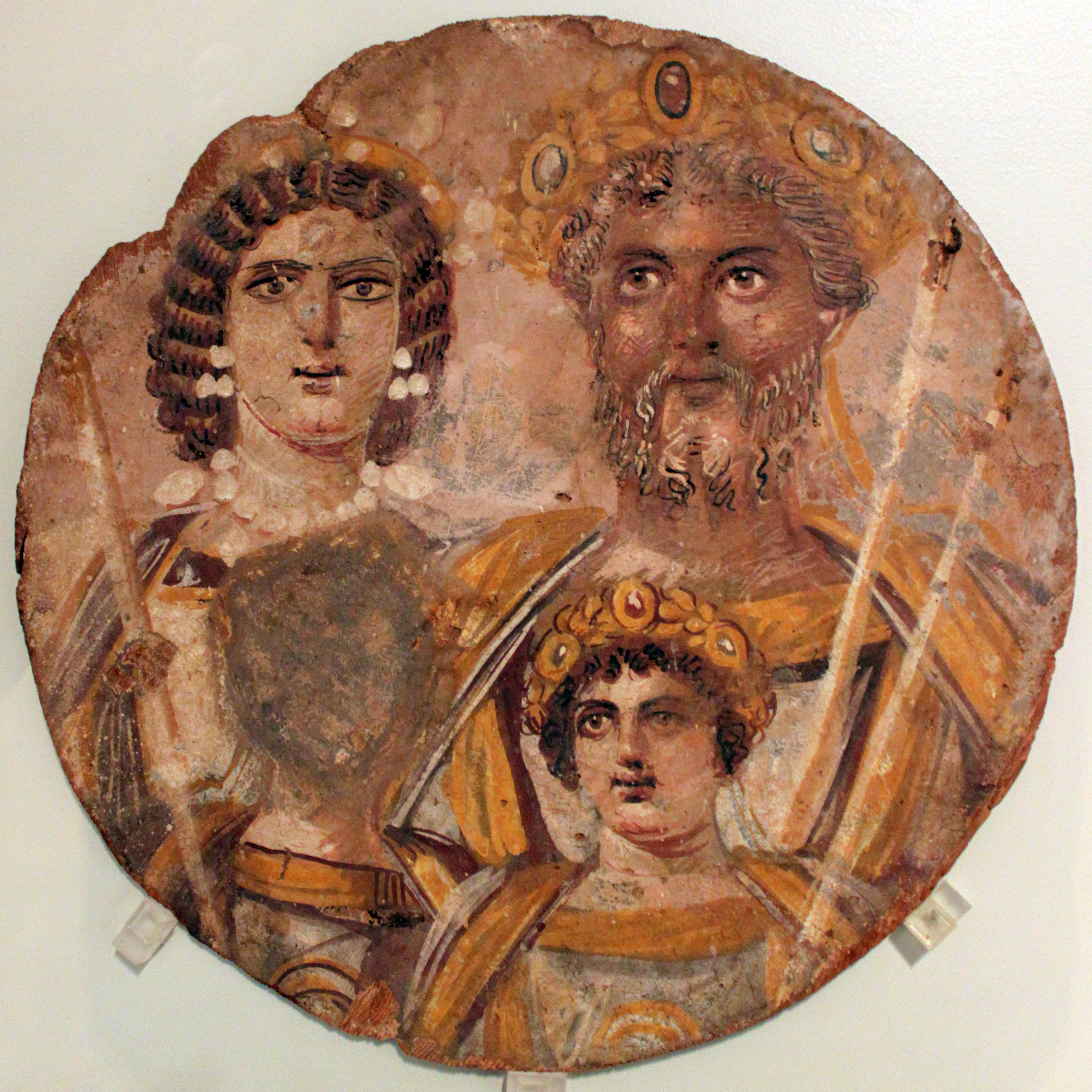
Tondo severiano, en el que aparece la familia imperial formada por Septimio Severo y Julia Domna, y sus hijos Caracalla y Geta, cuyo rostro ha sido picado y eliminado después de su asesinato por orden de su hermano y su posterior damnatio memoriae.

Geta y Caracalla incluso se plantearon dividir el imperio, con Geta controlando las provincias orientales con la capital en Antioquía o Alejandría, y Caracalla, las provincias occidentales con el centro en Roma. Pero Julia Domna obstaculizó el plan de los dos augustos, y declaró lo siguiente: «Mar y tierra, mis niños, habéis encontrado una manera de dividir, y, como habéis dicho, el golfo Propóntico separa los continentes. Pero vuestra madre, ¿cómo la vais a dividir a ella? ¿Cómo soy, infeliz, miserable? ¿Cómo voy a ser desgarrada y separada para ustedes dos? Matadme primero, y después de que hayáis reclamado vuestra parte, que cada uno realice los ritos funerarios de su porción. Así también yo, junto con la tierra y el mar, quedaré dividida entre ustedes». Probablemente, la emperatriz temía perder completamente la influencia sobre sus hijos. En cualquier caso, los intentos de encontrar una confirmación del intento de dividir el Estado romano mediante la epigrafía han sido infructuosos.
Caracalla decidió matar a Geta durante las Saturnales; sin embargo, este plan fracasó, ya que se difundieron rumores sobre sus intenciones, y en consecuencia, Geta reforzó la seguridad de su alojamiento con soldados y gladiadores entrenados que estaban de guardia día y noche. Tras esto, Caracalla eligió una estrategia diferente, indujo a su madre a invitarlos a ambos, solos, a su apartamento, con el fin de reconciliarlos. Una vez Geta entró en la habitación, los centuriones de Caracalla lo atacaron y lo mataron en brazos de su madre. Posteriormente, Caracalla se dirigió al campamento de los pretorianos, donde declaró que había escapado de un atentado contra su propia vida. Según el emperador, Geta fue asesinado porque estaba conspirando contra él. Al día siguiente, en el Senado, Caracalla anunció una amnistía a todos los exiliados, pero desencadenó una sangrienta persecución contra los partidarios de Geta y, según Dion Casio, veinte mil personas perdieron la vida. Asimismo, el cuerpo del difunto emperador fue incinerado. El asesinato de Geta está fechado de diferentes formas: el 19 de diciembre, el 25 de diciembre, el 26 de diciembre de 211 o principios del año 212. Tras la muerte de su hermano, Caracalla lo condenó con la damnatio memoriae y ordenó que su nombre fuera borrado de todos los registros. Solo en 219, tras la llegada de Heliogábalo a Roma, sus restos fueron trasladados al Mausoleo de Adriano y allí enterrados junto a las cenizas de su padre y hermano.

## Apariencia y cualidades personales

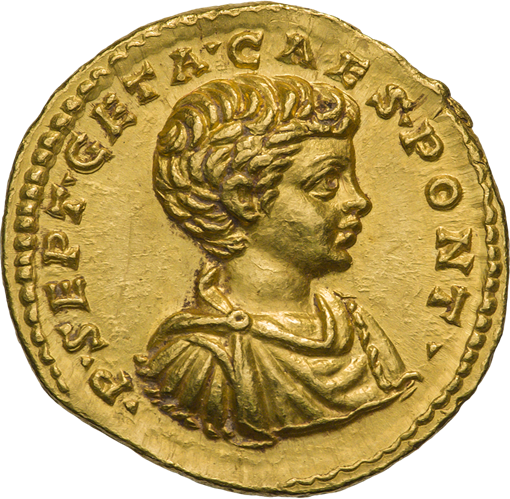
Áureo del emperador Geta.

El autor de la biografía de Geta en la Historia Augusta, Elio Espartano, describió la apariencia y los hábitos del emperador de la siguiente manera:

Geta tuvo en la adolescencia áspero carácter, pero no cruel. Era hermoso, pero hablador, glotón y ávido de vinos preparados de diferentes maneras. [...] Mostró decidida afición por las letras, especialmente por los escritores antiguos, y siempre recordó las máximas de su padre. [...] Su voz era sonora a pesar de cierta tartamudez. Era cuidadoso en el vestido, hasta el punto de lamentarlo su padre. En cuanto recibía algún regalo de los que solían hacer al palacio, lo empleaba en su adorno y nunca daba nada a nadie.

Las principales fuentes de información sobre Geta son las obras históricas de sus contemporáneos Dion Casio y Herodiano. La obra del primero da una impresión desfavorable del emperador, describiendo su intemperancia. Herodiano, por otro lado, da evaluaciones diametralmente opuestas de Geta. En un lugar, escribe que este último estaba mimado por el lujo, el estilo de vida metropolitano y la pasión por varios espectáculos, y en otro, por el contrario, ensalza su decencia y modestia. Pero a pesar de la escasa evidencia confiable de Geta, su asesinato por orden de su propio hermano contribuyó a la creación de una leyenda idealizada sobre él.

## En la cultura popular
En la película Gladiator 2, Geta es representado por el actor Joseph Quinn. Junto a su hermano Caracalla, ambos sirven como los principales antagonistas del filme.